# Fud Leclerc

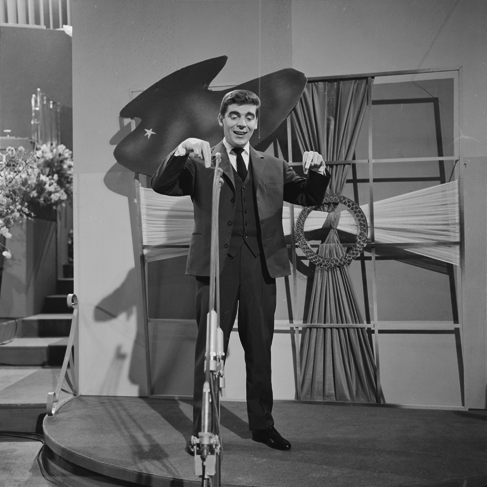
Fud Leclerc em 1958

Fud Leclerc (1924- 20 de setembro de 2010) foi um cantor Belga.
Em 1956, Fud Leclerc representou a Bélgica no primeiro Festival Eurovisão da Canção com a canção "Messieurs les Noyés de la Seine" (Os senhores afogados do Sena). Naquela altura, o festival foi emitido essencialmente via rádio, e apenas o vencedor foi revelado (a Suíça).